# Río Shajé
El río Shajé (en ruso: Шахе́, en adigué: Шэхэ, Shejé) es un río del distrito de Lázarevskoye de la unidad municipal de la ciudad-balneario de Sochi del krai de Krasnodar de Rusia. Es el segundo río más largo de la unidad municipal.

## Etimología
Es conocido desde la antigüedad como río Ajeunta, que separaba las tribus de los zigos y los sanigi, los antiguos abjasos. 

## Curso
Tiene una longitud de 60 km y una cuenca de 562 km². Nace en las vertientes meridionales del monte Fisht y discurre durante su primer tramo en dirección noroeste para girar unos 15 km después hacia al suroeste y unos 15 km después de nuevo al noroeste, tramo en el que baña Solojaúl, Jartsiz Pervi, Otrádnoye y Bolshói Kichmái, donde vira al suroeste de nuevo antes de atravesar Mali Kichmái y Golovinka, donde desemboca en el mar Negro. 
Hay 33 cascadas en su curso. Sus principales afluentes son el Bzogu, el Bzych y el Beli, por la izquierda, y el Atseps, el Psi, el Mali Bznych, el Azhú y el Bushí, por la derecha. Por su valle pasa la ruta turística de la Unión Soviética nº 30 y el Rally Ruta de la Seda.

## Galería

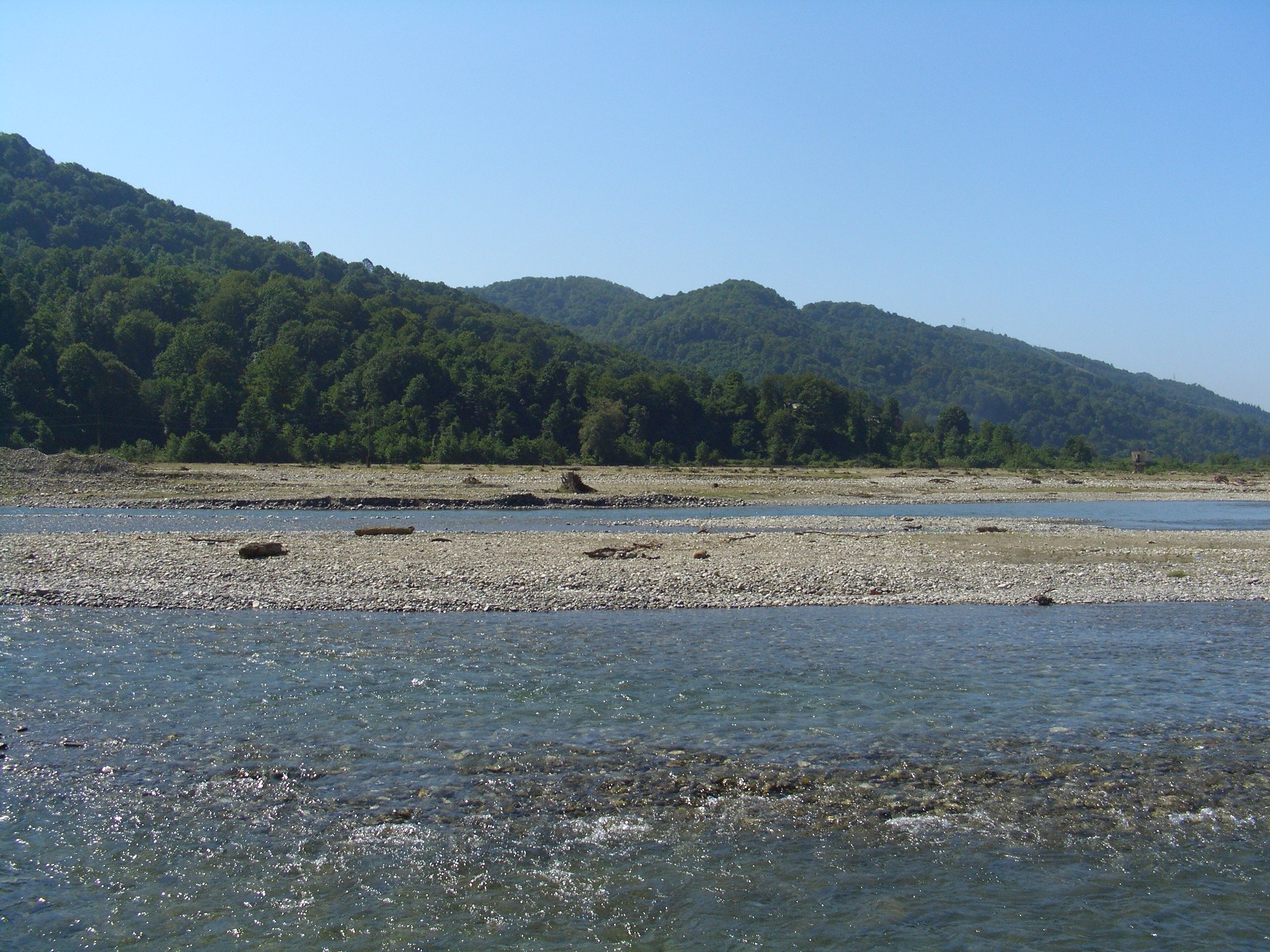
Vista del río.